# Béthel
Béthel ist ein Dorf im westafrikanischen Staat Benin. Es liegt im Departement Collines (Benin) und gehört verwaltungstechnisch zum Arrondissement Thio, welches wiederum der Gerichtsbarkeit der Kommune Glazoué untersteht.
Nördlich der Siedlung verläuft die  Fernstraße RNIE2/RNIE5 in Ost-West-Richtung, über die Richtung Westen die Ortschaft Thio zu erreichen ist. Ostwärts ist nach kurze Wegstrecke die Kommune Savé erreicht.